# Jugosławia na Letnich Igrzyskach Olimpijskich 1968
Jugosławię na Letnich Igrzyskach Olimpijskich 1968 reprezentowało 69 zawodników: 59 mężczyzn i 10 kobiet. Był to 11. start reprezentacji Jugosławii na letnich igrzyskach olimpijskich.
Najmłodszym jugosłowiańskim zawodnikiem na tych igrzyskach był 18-letni pływak, Mirjana Šegrt, a najstarszym 36-letni zapaśnik, Stevan Horvat.

## Zdobyte medale
| Medal    | Zawodnik | Dyscyplina    | Konkurencja                                      |
| -------- | --- | ------------- | ------------------------------------------------ |
| · Złoto  | Miroslav Cerar | · Gimnastyka  | Koń z łękami mężczyzn                            |
| · Złoto  | Đurđica Bjedov | · Pływanie    | 100 m stylem klasycznym kobiet                   |
| · Złoto  | Ozren Bonačić Dejan Dabović Zdravko Hebel Zoran Janković Ronald Lopatni Uroš Marović Đorđe Perišić Miroslav Poljak Mirko Sandić Karlo Stipanić Ivo Trumbić                          | · Piłka wodna | Turniej mężczyzn                                 |
| · Srebro | Đurđica Bjedov | · Pływanie    | 200 m stylem klasycznym kobiet                   |
| · Srebro | Stevan Horvat | · Zapasy      | Waga lekka stylem klasycznym mężczyzn (-70 kg)   |
| · Srebro | Dragutin Čermak Kresimir Ćosić Vladimir Cvetković Ivo Daneu Radivoj Korać Zoran Marojević Nikola Plećaš Trajko Rajković Dragoslav Ražnatović Petar Skansi Damir Šolman Aljoša Žorga | · Koszykówka  | Turniej mężczyzn                                 |
| · Brąz   | Zvonimir Vujin | · Boks        | Waga lekka mężczyzn (-60 kg)                     |
| · Brąz   | Branislav Simić | · Zapasy      | Waga średnia stylem klasycznym mężczyzn (-87 kg) |